# ناحیه شلاله العذاوره
ناحیه شلاله العذاوره (به عربی: دائرة شلالة العذاورة) یک ناحیه در الجزایر است که در استان مدیه واقع شده‌است.